# John Abraham (Schauspieler)

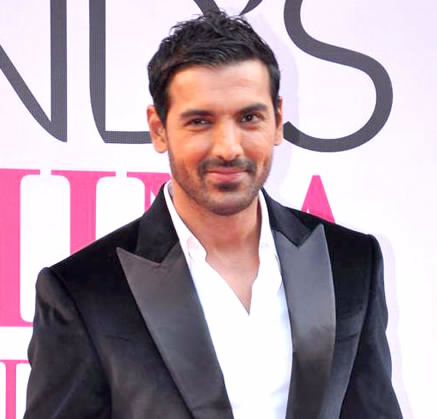
John Abraham (2013)

John Abraham (Hindi/Marathi जॉन अब्राहम Jŏna Abrāhama, Malayalam ജോൺ എബ്രഹാം; * 17. Dezember 1972 in Bombay, Maharashtra) ist ein indischer Schauspieler und ein Fotomodell.

## Leben
John Abrahams christlicher Vater ist Architekt, der aus Aluva, Kerala stammt, während seine Mutter, eine Parsin, Basketballlehrerin war. Beide verlobten sich heimlich aufgrund ihrer religiösen Unterschiede; Abrahams Geburt milderte die Kluft zwischen den Eltern und den Großeltern. Abraham hat einen jüngeren Bruder namens Alan.
Abraham ging als erstes auf die Bombay Scottish School und später auf das Jai Hind College, wo er die Position des Kapitäns der Fußballmannschaft innehatte. Nachdem er einen Master in Marketing absolviert hatte, arbeitete er nach seiner College-Ausbildung als Medienplaner, während Abraham gleichzeitig Spielführer von Mumbais Fußballmannschaft war.
Im Jahr 1999 gewann er den Gladrags Manhunt Contest und reiste nach Singapur, um dort am Schönheitswettbewerb Manhunt International teilzunehmen. Dort belegte er den zweiten Platz. Abraham machte daraufhin als Model Werbung für den indischen Bekleidungshersteller Provogue und wurde zu Indiens bestbezahltem Fotomodell.
Im Jahr 2003 drehte Abraham in Bollywood seinen ersten und sehr kontroversen Film Jism. Während der Dreharbeiten begann er eine Beziehung zu seiner Filmpartnerin Bipasha Basu, die 2011 endete.
Im Jahr 2005 ließ er sich für die indische PETA-Kampagne fotografieren.
Im Jahr 2014 heiratete John Abraham die Finanz-Analystin Priya Runchal.

## Filmografie
- 2003: Jism – Dunkle Leidenschaft (Jism)
- 2003: Saaya – Schatten der Sehnsucht (Saaya)
- 2004: Aetbaar – Liebe kann tödlich sein... (Aetbaar)
- 2004: Paap – Eine verhängnisvolle Sünde (Paap)
- 2004: Lakeer
- 2004: Dhoom! – Die Jagd beginnt (Dhoom)
- 2004: Madhoshi
- 2005: Elaan
- 2005: Karam
- 2005: Kaal – Das Geheimnis des Dschungels (Kaal)
- 2005: Viruddh – Liebe für die Ewigkeit (Viruddh)
- 2005: Garam Masala
- 2005: Water – Der Fluss des Lebens (Water)
- 2005: Shikhar (Gastauftritt)
- 2006: Zinda
- 2006: Taxi No. 9211
- 2006: Kabhi Alvida Naa Kehna – Bis dass das Glück uns scheidet (Kabhi Alvida Naa Kehna) (Gastauftritt)
- 2006: Kabul Express
- 2006: Baabul
- 2007: Salaam-e-Ishq
- 2007: Hattrick (Gastauftritt)
- 2007: No Smoking
- 2007: Dhan Dhana Dhan Goal
- 2008: Aashayein
- 2008: Echte Freunde – Dostana (Dostana)
- 2009: Luck by Chance – Liebe, Glück und andere Zufälle (Luck by Chance) (Gastauftritt)
- 2009: New York
- 2010: Jhoota Hi Sahi
- 2010: Hook Ya Crook
- 2011: Susannas 7 Männer (7 Khoon Maaf)
- 2011: Phillum City
- 2011: Force
- 2011: Desi Boyz
- 2012: Housefull 2
- 2013: Race 2
- 2013: I, Me Aur Main
- 2013: Shootout at Wadala
- 2013: Madras Cafe
- 2015: Welcome Back
- 2016: Rocky Handsome
- 2016: Dishoom
- 2016: Force 2
- 2023: Pathaan